# Rödingtjärnarna (Arjeplogs socken, Lappland, 737382-154658)
Rödingtjärnarna är en sjö i Arjeplogs kommun i Lappland och ingår i Skellefteälvens huvudavrinningsområde. Sjön har en area på 0,147 kvadratkilometer och ligger 487 meter över havet. Rödingtjärnarna ligger i Hornavan-Sädvajaure fjällurskog Natura 2000-område.

## Delavrinningsområde
Rödingtjärnarna ingår i det delavrinningsområde (737317-154726) som SMHI kallar för Mynnar i Simselet. Medelhöjden är 587 meter över havet och ytan är 19,86 kvadratkilometer. Räknas de 11 avrinningsområdena uppströms in blir den ackumulerade arean 151,25 kvadratkilometer. Grakajåkkå som avvattnar avrinningsområdet har biflödesordning 2, vilket innebär att vattnet flödar genom totalt 2 vattendrag innan det når havet efter 330 kilometer. Avrinningsområdet består mestadels av skog (89 procent). Avrinningsområdet har 0,5 kvadratkilometer vattenytor vilket ger det en sjöprocent på 2,5 procent.